# Sherlock Holmes (film 1943)
Sherlock Holmes (The Spider Woman), anche noto come La donna ragno, è un film del 1943 per la regia di Roy William Neill, settima pellicola gialla basata sul personaggio di Sherlock Holmes della serie interpretata dalla coppia Basil Rathbone-Nigel Bruce e prodotta da Universal Studios.
Esso non è ispirato ad alcun singolo romanzo di Arthur Conan Doyle ma piuttosto è un collage di una serie di avventure con spunti tratti da "Il segno dei quattro", "Il problema finale", "L'avventua della casa abbandonata", "L'avventura dell'impronta del diavolo".

## Trama
Holmes finge la sua morte per investigare su un numero di apparenti suicidi bizzarri che lo convincono di trovarsi di fronte ad una "Moriarty al femminile". Holmes nota che tutte le vittime sono ricchi gentiluomini, e pertanto decide di travestirsi da Rajni Singh, un ufficiale indiano in congedo, appassionato dal gioco d'azzardo.
Egli non impiega molto tempo a trovare la colpevole, Adrea Spedding, la quale utilizza l'astuta strategia di far innamorare di sé stessa questi ricchi uomini, spingendoli a firmare una polizza assicurativa in suo favore, per poi ucciderli.
Holmes si finge la successiva vittima caduta nella trappola, scoprendo come l'assassina sia solita usare la Lycosa Carnivora, un ragno esotico il cui veleno causa un panico notevole nelle vittime punte che sono così spinte a uccidersi. Holmes rintraccia anche delle impronte di bambino.
In cerca di dati, Holmes e Watson fanno visita all'eminente aracnologo Matthew Ordway. Holmes presto comprende che l'uomo con cui sta parlando è un impostore, ma il criminale riesce a fuggire. Messosi alla ricerca del vero Ordway, Holmes ne trova il corpo ormai cadavere oltre al suo diario ove si fa un'allusione a qualcuno o a qualcosa proveniente dall'Africa centrale, immune al veleno dei ragni. Nello studio del professore, Holmes trova anche un modello di scheletro di bambino, che però Watson identifica più precisamente come quello di un pigmeo.
Holmes e Watson continuano le loro investigazioni, ma Holmes viene catturato dalla Spedding e dalla sua banda. Holmes viene imbavagliato e legato dietro a delle sagome semoventi di un tiro al bersaglio in una fiera locale, alla quale Lestrade e Watson stanno prendendo parte nel tentativo di ritrovare Holmes scomparso misteriosamente. Holmes riesce ad ogni modo a scappare e Lestrade con la polizia arrestano la Spedding, la sua banda, e il pigmeo che portava i pericolosi ragni sulla scena del delitto per colpire le vittime.